# 旁遮普的阿米爾·汗
馬烈·阿米爾·莫哈末·汗 （1910年6月20日—1967年11月26日）通常被稱為旁遮普的阿米爾·汗。他是該省卡拉巴赫地區的納瓦卜（穆斯林終身統治者），出生於封建领主家庭的政治家，属于阿旺部落，他還擔任巴基斯坦旁遮普省西北一個部落领地的酋长。1960年4月12日-1966年9月18日，他擔任西巴基斯坦總督一職。